# Godfather (album)
Godfather è l'undicesimo album in studio del rapper britannico Wiley, pubblicato il 13 gennaio 2017.

## Tracce
1. Birds n Bars – 6:30
2. Bring Them All / Holy Grime (featuring Devlin) – 3:17
3. Name Brand (featuring Jme, Frisco & J2K) – 3:42
4. Speakerbox – 3:12
5. Back with a Banger – 3:03
6. Joe Bloggs (featuring Newham Generals & President T) – 3:27
7. Pattern Up Properly (featuring Flowdan & Jamakabi) – 2:47
8. Can't Go Wrong – 3:04
9. Bang (featuring Ghetts) – 2:59
10. U Were Always, Pt. 2 (featuring Skepta & Belly) – 3:36
11. On This (featuring Chip, Ice Kid & Little D) – 3:40
12. Bait Face (featuring Scratchy) – 2:47
13. My Direction (featuring Lethal Bizzle) – 2:46
14. Like It or Not (featuring Breeze) – 3:06
15. Lucid – 3:40
16. Laptop (featuring Manga) – 2:58
17. P Money (Remix) (featuring P Money) (bonus track) – 3:01